# Jan van den Dale
Jan van den Dale (Diest, ca. 1460 - Brussel, 1522) was een Zuid-Nederlands rederijker en schilder.

## Biografie
Hij huwde Lysbeth vander Coutere in Brussel en zij hadden samen negen kinderen. Naar alle waarschijnlijkheid was hij afkomstig van Diest maar hij was voornamelijk bekend in het literaire milieu in Brussel. Rond 1494 werd hij vermeld als poorter van de stad Brussel. In die periode telde Brussel vier rederijkerskamers. Op het einde van de 15e eeuw was De Lelie een belangrijkste kamer met Jan Smeken als factor en Jan Pertcheval als prins. In 1499 richtte De Lelie een broederschap van de Zeven Weeën van Maria op. Dit broederschap genoot van een bevoorrechte positie door de steun van het Bourgondisch-Habsburgse huis. Van den Dale was lid van dit broederschap maar was ook factor van De Violette, een andere rederijkerskamer te Brussel. In 1507 fuseerden De Violette en de Lelie tot 't Mariacranske. Smeken werd factor van deze kamer, maar na zijn overlijden in 1517 volgde Jan van den Dale hem op als factor en ook als derde stadsdichter van Brussel. De status die hij toen verworven had, wordt gesymboliseerd in zijn blazoen, zoals dat afgebeeld staat in het ledenboek van de broederschap van de Zeven Weeën: de symbolen van alle Brusselse Rederijkers zijn erin verwerkt.
Twee werken genoten enige bekendheid: De Stove gaat over het gezin en wie daarin de baas moet zijn, en De ure van der Doot, gaat over een visioen waarin hij als schrijver indommelt en de onherroepelijkheid van de dood beschrijft. Zijn ander werk is grotendeels verloren gegaan. Bewaard bleven nog de ode een Lof Hostie en het gedicht Lieve Heere verleent my patientie. Als bewijs van het hoge aanzien als dichter dat Van den Dale genoot in zijn tijd en daarna wordt vaak aangehaald dat hij van Philips de Schone bij de gelegenheid van een prijsvraag een gouden ring, die met een kostbare diamant bezet was, had ontvangen. Het is niet zeker of dit verhaal op de waarheid berust. Het is voorts opmerkelijk dat hij in Antwerpen bijzondere erkenning genoot. In de voorrede tot ‘De Spelen van Sinne’, verschenen te Antwerpen in 1562, werd hij een ‘fameus Retoricien’ genoemd werd. Dit boek is ook de eerste bron over het verhaal van het winnen van de gouden ring. Hij werd omtrent deze tijd ook vernoemd door de Italiaanse biograaf Lodovico Guicciardini die in die tijd in Antwerpen verbleef. Guicciardini schreef in zijn ‘Descrittione di tutti i Paesi Bassi’, te Antwerpen verschenen in 1567, het volgende over van den Dale: ‘Giovanni di Dale buono scultore ed elegante poeta’. De eerste uitgave van van den Dale's gedicht ‘De Stoue’ werd te Antwerpen gedrukt door Vorsterman in 1528.
Het schilderwerk van Van den Dale is grotendeels onbekend. Een bron meldt dat hij rond 1506 een verantwoordelijke positie heeft aangenomen binnen het schildersambacht. In de stadsrekening van 1506-07 draagt Jan van den Dale het stadsaandeel van drie boetes over aan de rentmeesters van Brussel, namens het schildersambacht. De Brusselse kerkfabrieken zijn in de 16e eeuw dikwijls belangrijke opdrachtgevers geweest voor de plaatselijke beeldende kunstenaars. Zo heeft Jan van den Dale ten minste voor twee kerkfabrieken gewerkt als schilder. In 1519-20 hebben de kerkmeesters van de Sint-Jan-de-Doperkerk (Molenbeek) Jan van den Dale de opdracht gegeven een offerblok te schilderen waarin de offergaven ingezameld werden voor de heilige Gertrudus. Veel eer en geld zal de schilder met deze opdracht niet verdiend hebben, maar zoals de meeste van zijn tijdgenoten-schilders heeft Jan van den Dale dergelijk routinewerk niet laten liggen. Het manueel waarin de kerk van de kerkfabriek van Sint-Goedele de betalingen noteert van de renten die de kerkfabriek bezit, laat ons zien dat de rederijker Jan van den Dale in de Sint-Goriksparochie, in de Stoofstraat woonde.

## Gekend literair werk
- De ure van der doot (± 1516)

De ure van der doot is een werk met als thema de onherroepelijkheid van de dood. Het is tot in de 18de eeuw herdrukt, er waren in totaal meer dan 20 uitgaven waaronder ook een vertaling in het Frans. Hiervoor gold de druk van 1543 als voorbeeld maar in 1925 werd een uitgave van ca. 1516 ontdekt, afkomstig van de Brusselse drukker Thomas van der Noot.
- Lof hostie god leuende vleysch en bloit

- De stoue (1528)

De stove is een lang strofisch gedicht over het huwelijk. De dichter vertelt dat hij een bad nam in een badhuis en een gesprek opving tussen twee getrouwde vrouwen. De ene vrouw was erg ongelukkig en de andere vrouw was zeer tevreden in haar huwelijk. In de laatste strofe van het gedicht raadt de dichter iedere vrouw aan, om haar man met onderdanigheid en liefde te behandelen. Jan van den Dale zou met dit gedicht een voorbeeld hebben genomen aan Erasmus, zij zijn de enige twee die dit onderwerp zo uitvoerig hebben behandeld. 
- Twee kleinere gedichten

- Biografisch Portaal: 00436232
- Digitale Bibliotheek voor de Nederlandse Letteren: dale004
- Gemeinsame Normdatei: 119398079
- International Standard Name Identifier: 0000 0000 4246 9932
- Library of Congress Control Number: no2005060061
- Nederlandse Thesaurus van Auteursnamen: 067829007
- Virtual International Authority File: 3279723
- WorldCat: E39PBJfx8Jh7TX7RXJF3r7vvHC